# Heraclia eoa
Heraclia eoa är en fjärilsart som beskrevs av Paul Mabille 1890. Heraclia eoa ingår i släktet Heraclia och familjen nattflyn. Inga underarter finns listade i Catalogue of Life.